# Північномакіївське газоконденсатне родовище
Північномакіївське газоконденсатне родовище — дуже дрібне родовище в Сватівському районі Луганської області України.

## Опис
Належить до Північного борту нафтогазоносного району Східного нафтогазоносного регіону України.
Розвідку Північномакіївської площі провадила компанія «Куб-Газ». Роботи почали зі спорудження у 2012 та на початку 2013 років свердловин № 1 та № 2 на Нестукаївській та Житлівській структурах, які досягнули глибини 2509 та 3150 метрів відповідно, але не виявили вуглеводнів. Після цього у 2013-му на Східно-Нестукаївській структурі пробурили свердловину № 3 завглибшки 2427 метрів, що й призвело до відкриття родовища. В 2014-му розпочали буріння пошукової свердловини № 4, проте на тлі початку у регіоні бойових дій роботи припинили на позначці лише 100 метрів.
Насичені вуглеводнями інтервали виявлені у породах московського і башкирського ярусів (середній карбон) та візейського ярусу (нижній карбон), які знаходяться на глибинах від 1141 до 2110 метрів.
Станом на 2020 рік запаси родовища оцінювались на рівні 15 млн м3 газу та 3 тис. тонн зріджених вуглеводневих газів і конденсату (категорія підтверджені).
Наразі Північномакіївське родовище не введене в розробку (можливо відзначити, що неподалік «Куб-Газ» веде розробку Макіївського та Ольгівського родовищ).